# Opération Châtiment
Pour les articles homonymes, voir Bombardement de Belgrade.
Seconde Guerre mondiale
Batailles
- Invasion de l'Albanie
- Guerre italo-grecque
- Invasion de la Yougoslavie
- Opération Châtiment
- Bataille de Grèce
- Opération Abstention
- Bataille de Crète
- Campagne de la mer Noire

L'opération Châtiment (en allemand : Unternehmen Strafgericht) est le bombardement de Belgrade par surprise et sans déclaration de guerre par les bombardiers de la Luftflotte (« flotte aérienne ») no 4 du général Alexander Löhr de la Luftwaffe le dimanche 6 avril 1941, pendant la Seconde Guerre mondiale. Cet événement suit le coup d'État qui a renversé le gouvernement ayant signé le pacte tripartite et marque le début de l'invasion de la Yougoslavie. L'armée de l'air yougoslave (en), qui comprend seulement 77 chasseurs modernes pour défendre Belgrade contre la Luftwaffe, est mise hors d'état de nuire, d'autant que les Allemands profitent de la défection d'un officier, Vladimir Kren (en), pour obtenir des informations précieuses sur la localisation des cibles militaires et les codes utilisés.
Après le premier bombardement, trois autres interviennent le 6 avril, et plusieurs dans les jours qui suivent. La ville de Belgrade est largement endommagée par ces assauts qui entraînent d'importantes pertes civiles. Parmi les cibles non militaires frappées figurent la bibliothèque nationale de Serbie, entraînant la destruction de milliers de livres et de manuscrits, ainsi que le zoo de Belgrade.
En représailles de l'invasion de la Yougoslavie, qui capitule le 17 avril, la Royal Air Force mène des bombardements sur Sofia, la capitale de la Bulgarie qui participe à la partition de la Yougoslavie. L'officier responsable de l'opération Châtiment, le generaloberst Löhr est capturé par les Yougoslaves à la fin de la guerre et condamné à mort pour crimes de guerre. Quant à Kren, il est arrêté en 1947 pour crimes de guerre à la suite de son action à la tête de l'État indépendant de Croatie. Extradé en Yougoslavie, il est condamné à mort et exécuté en 1948. Un monument érigé en 1997 commémore l'action des aviateurs yougoslaves tués à l'occasion de la défense de Belgrade.

## Prélude
Le 27 mars 1941 éclatait à Belgrade une émeute anti-allemande qui aboutit à la déposition du régent, le prince Paul, dont le Premier ministre venait de signer le pacte de Vienne faisant entrer le royaume de Yougoslavie dans l'axe Rome-Berlin-Tokyo. 

## L’opération

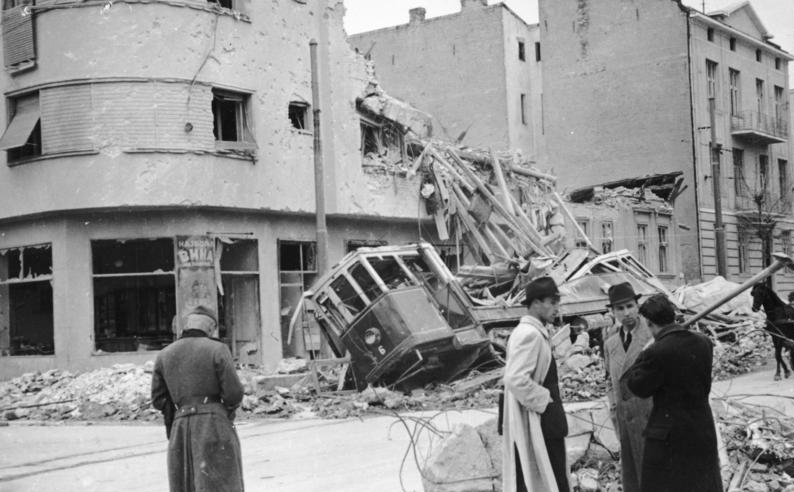
Une rue de Belgrade après la fin des bombardements.

La réponse militaire allemande ne se fit pas attendre : le dimanche 6 avril 1941 (dimanche des Rameaux), sans aucun préavis, les bombardiers de la Luftflotte No 4 déclenchent une attaque surprise sur Belgrade (opération « Strafgericht » ou « Châtiment ») combinée à l'invasion du pays.
Une première vague lâche ses bombes à partir de 7h du matin. Les canons antiaériens, ainsi que les quelques chasseurs yougoslaves qui parviennent à prendre l'air, sont rapidement réduits au silence. La clarté de l'atmosphère permet aux aviateurs allemands d'atteindre leurs objectifs de manière très précise (sièges des principales administrations, palais royal, etc.). De nombreuses bombes tombent en plein dans le centre-ville où se tient le marché hebdomadaire qui attire les populations paysannes des environs. Les populations civiles sont donc les premières victimes de cette attaque inopinée. En plein cœur de la ville, une bombe atteint l'église de l'Assomption ainsi qu'un abri situé dans le voisinage immédiat et où toute une noce s'était réfugiée avec la mariée, le marié, le prêtre…, en tout deux cents personnes qui trouvent toutes la mort. Des incendies se déclarent et sont attisés par le vent d'est qui se met à souffler. Le système d'adduction d'eau étant détruit, les pompiers ne parviennent pas à circonscrire les foyers d'incendie.
Jean Blairy, dans son ouvrage Crépuscule danubien, fait un tableau saisissant des destructions subies par la capitale yougoslave à la suite de la première vague de bombardements :

« Au bout d'un quart d'heure, la grande place Terazié, la Kralja Milana ulitza, la Knez Mihailova ulitza, artères principales de Belgrade, n'étaient que des champs de mort. Les abords de la gare étaient réduits en poudre. Dans le Milocha Velikog, tous les ministères flambaient. Un peu partout, des formes humaines gisaient sur la chaussée parsemée d'entonnoirs et où pendaient les fils des trolleys. Des blessés se traînaient contre les murs. D'autres cherchaient dans les portes un illusoire abri pour mourir. Les tramways, saisis en pleine course, n'étaient plus que des carcasses déchiquetées sur lesquelles l'éternelle réclame d'un dentifrice se lisait encore, comme le témoignage d'une époque qui mourait seconde par seconde »…

Ce premier bombardement s'arrête à 9 h 30. »

Aussitôt, les populations quittent les abris et refluent vers les faubourgs. Mais, pour comble de malheur, à 11 h 00, une seconde attaque, plus violente encore que la première, vise précisément ces faubourgs.

« L'anarchie de la ville fut à son comble, écrit Vladimir Dedijer (en), les Romanichels des faubourgs refluèrent vers le centre pour piller les magasins. Ils ressortaient chargés de fourrures, de victuailles, même d'instruments médicaux. Une bombe atteignit le jardin zoologique, les fauves se dispersèrent dans la ville. Parmi les images d'horreur qu'offrit cette journée, les habitants de Belgrade se souviennent encore de cet ours polaire qui descendait vers la Save, grognant lamentablement. »

Les vagues se succèdent tout au long de l'après-midi du 7 avril puis les 8 et 9 avril.
Au cours de ces raids, des monuments importants sont irrémédiablement détruits. Une bombe incendiaire tombe sur le toit de la Bibliothèque Nationale et met le feu à tout le bâtiment. D'inestimables manuscrits médiévaux ainsi que des exemplaires uniques de publications rares, indispensables pour l'étude de la littérature serbe, disparaissent en fumée. « Le gouvernement de Simovic n'avait rien fait pour mettre ces trésors en lieu sûr » note à ce propos Vladimir Dedijer.
D'autres vagues de bombardiers sont dirigées sur les aérodromes et centres militaires importants. Les villes de Niš, Kragujevac et Sarajevo sont touchées. De leur côté, les Italiens s'attaquent à Cetinje, Kotor, Mostar, Split et Dubrovnik.
L'armée de l'air yougoslave (en), en grande partie détruite au sol, est incapable de s'opposer à ce déferlement d'avions ennemis. Dès la première attaque sur Belgrade, le général Simović et le gouvernement se replient sur Ujice puis sur Sarajevo et, après le bombardement de cette ville, sur le Monténégro où le cabinet s'installe au Palace Hôtel de Vzice. Les liaisons entre l'état-major général et les différentes composantes de l'armée sont complètement désorganisées.

La fuite du gouvernement et l'attitude des responsables militaires sont sévèrement jugées par Dedijer : 

« À peine les premières bombes commençaient-elles à tomber (sur Belgrade), que les membres du cabinet, sautant dans leurs autos, fuyaient à toute allure la ville en flammes. Le gouvernement ne s'arrêta pas en route pour examiner la situation ou prendre une décision. Le haut commandement lui-même était paralysé : il n'y avait plus de centre d'où coordonner la défense. »

## Bilan
Un peu comme en France au moment de l'offensive éclair des forces allemandes en mai-juin 1940, la Yougoslavie connaît un véritable vent de panique dont les forces d'invasion sauront profiter.
Le 17 avril, l'armée yougoslave est défaite et capitule. 
Du côté yougoslave, les bombardements auront fait environ 17 000 morts, presque exclusivement des civils. Du côté allemand, les pertes sont insignifiantes.